# アレスI-X
アレスI-X(Ares I-X)は、アメリカ合衆国のアメリカ航空宇宙局(NASA)によって開発された有人宇宙飛行船のローンチ・ヴィークルアレスIの最初の試作品である。アレスI-Xの打上げは2009年10月28日に行われ、成功した。計画の費用は、4億4,500万ドルに上った。
アレスI-Xの試験飛行に用いられた機体は、形、質量、大きさは、アレスIの実物と同じであったが、内部ハードウェアに1つの動力装置しかない点が大きく異なった。アレスIは、オリオンを打ち上げるために設計された。アレスVの打上げシステム、月面着陸機アルタイルとともに、アレスIとオリオンは、NASAがスペースシャトル退役後の有人宇宙飛行のために開発を進めるコンステレーション計画の一部となった。

## 試験の目的

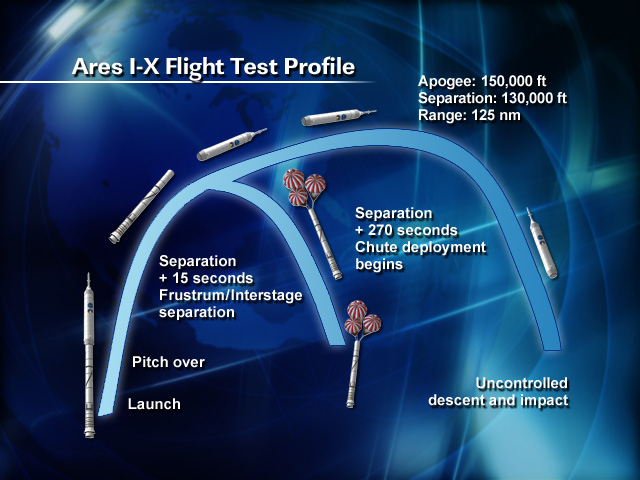
打上げから2分後、アレスI-Xの固体ロケットブースタの第1ステージは、模擬上段ステージから切り離され、どちらも大西洋の別々の場所に落下する。

アレスI-Xは、アレスIの打上げ機の最初の試験飛行である。この試験飛行の目的は、以下のとおりである。
- アレスIで用いられるコントロールシステムの実証
- アレスIの第1ステージと上段ステージの分離の実証
- アレスIの第1ステージのケネディ宇宙センターにおける組立てと修理の実証
- アレスIの第1ステージの大気圏再突入時の挙動とパラシュートの展開の実証
- 飛行中の回転トルクの大きさの測定

また、以下のような二次的な目的もあった。
- 第1ステージのブースターの減速モーターの効果の定量
- 上昇時の環境と負荷の測定
- 機体の向きの決定手順の実証
- 打上げ場滞在時の負荷の測定
- スペースシャトル組立棟と打上げパッドにアレスIが設置できるかの評価
- 第1ステージへの電気供給の評価

アレスI-Xの飛行プロファイルは、アレスIが高度約3万9,600mをマッハ4.5、最大動圧38kPaで飛行する際の飛行条件に似せられた。

## 概要

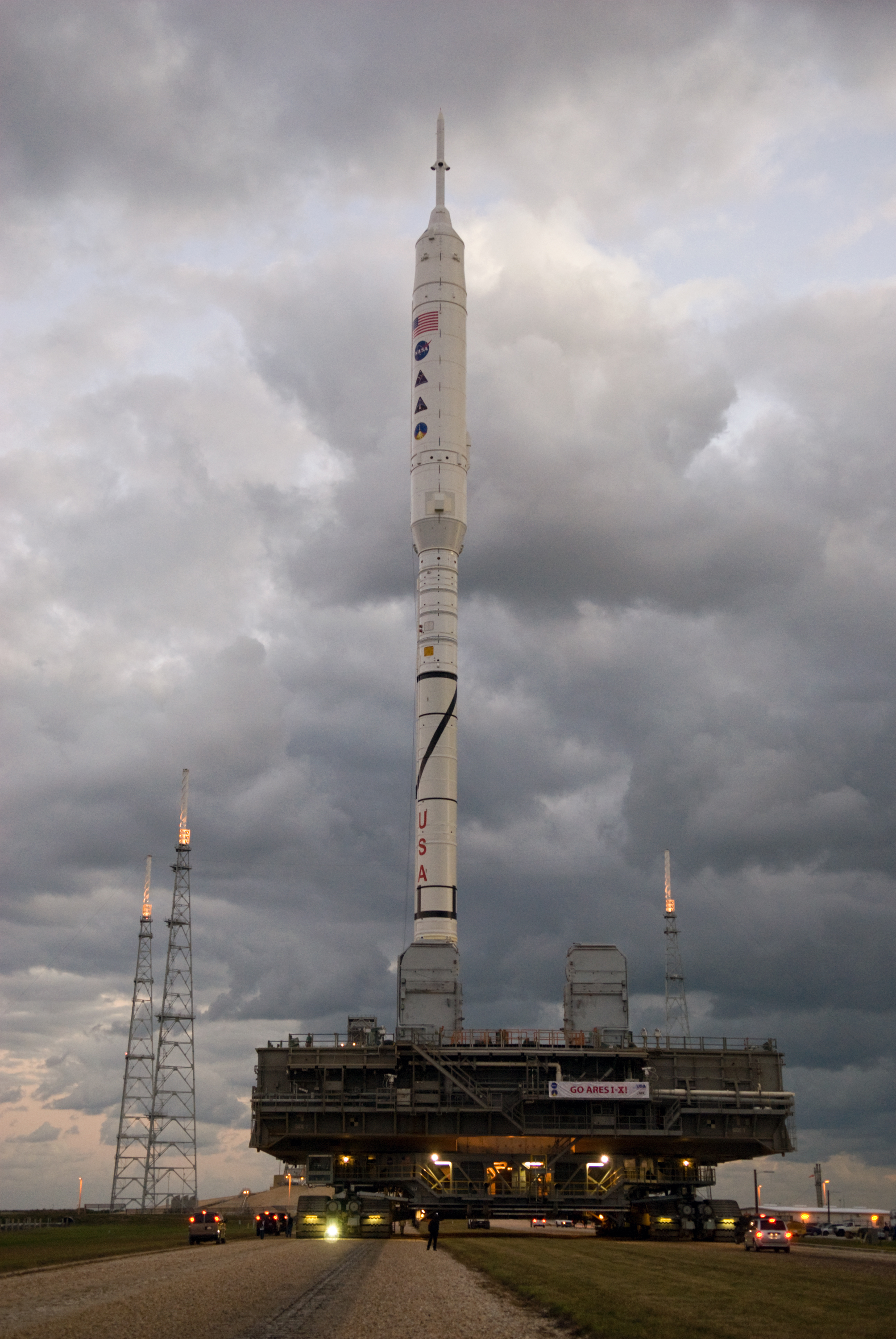
アレスI-Xは、4つのボルトでモバイル・ランチャー・プラットフォームに固定されている。

アレスI-Xは、4つの部分からなる固体燃料補助ロケット、5つの部分からなる模擬質量、実際の上段ステージと形を似せ、質量を大きくした模擬上段ステージと、模擬オリオンモジュール、模擬脱出システム等から構成される。最初の試験に間に合うように、実際の上段ステージが製造できなかったため、上段ステージの模擬質量によって、実際とほぼ同じ軌道を飛行できるようにした。その他の模擬構造物は回収されず、大西洋に落下した。5つの模擬質量を含む第1ステージは回収され、フライトレコーダと再利用できる装置が回収された。

### 第1ステージ

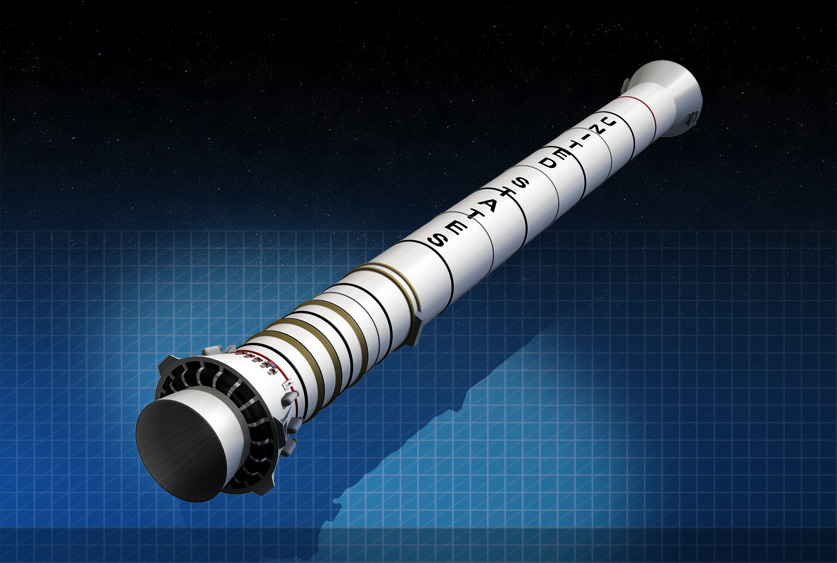
第1ステージ

アレスI-Xの固体ロケットモーターや船尾スカートは、スペースシャトルから直接引き継がれた。モーターは、ユタ州プロモントリーのATKランチ・サービスによって製造され、新しい前部の構造は、インディアナ州インディアナポリスのメジャー・ツール＆マニュファクチュアで、第1ステージの部品はアラバマ州ハンツビルのマーシャル宇宙飛行センターで製造された。

### 模擬上段ステージ

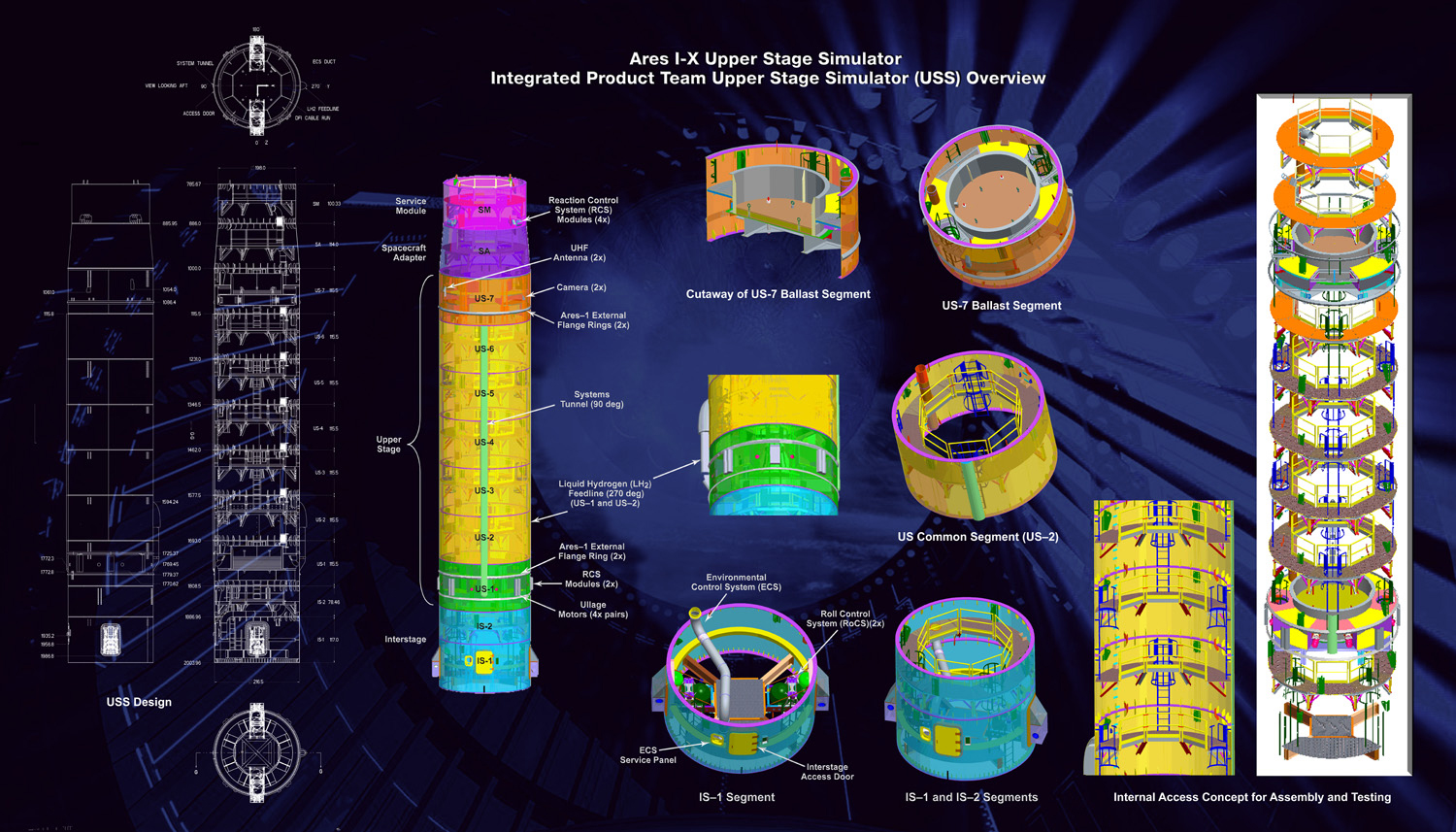
模擬上段ステージ

模擬上段ステージは、クリーヴランドのグレン研究センターでNASAの職員によって製造された。輸送上の制限（道路や川の橋の高さ）のため、高さ2.9m、幅5.5mの11個の鉄製の部品として製造された。形や質量、重心は、アレスIの中央ステージからサービスモジュールの頂上までを模擬したものである。液体水素と液体酸素のタンクの質量中心は、鉄製のバラストを使って模擬された。
模擬上段ステージには、温度計、振動計、熱センサー、音響センサー等が取り付けられ、ミッションの目的に必要な基礎データが集められた。また、飛行をコントロールするFault Tolerant Inertial Navigation Unit (FTINU)も備えられ、安定性のためにバラストの下に置かれた。地上の管制員は、乗組員のハッチを通じてFTINUにアクセスすることができ、そこには回転制御システムも格納されている。模擬上段ステージのそれぞれの構成部分にはハシゴと環状のプラットフォームがついていて、センサーやケーブルにアクセスできる。また、これらは、乗組員がケネディ宇宙センター第39発射施設からアレスI-Xの上段に上るためにも用いられる。

### 回転制御システム

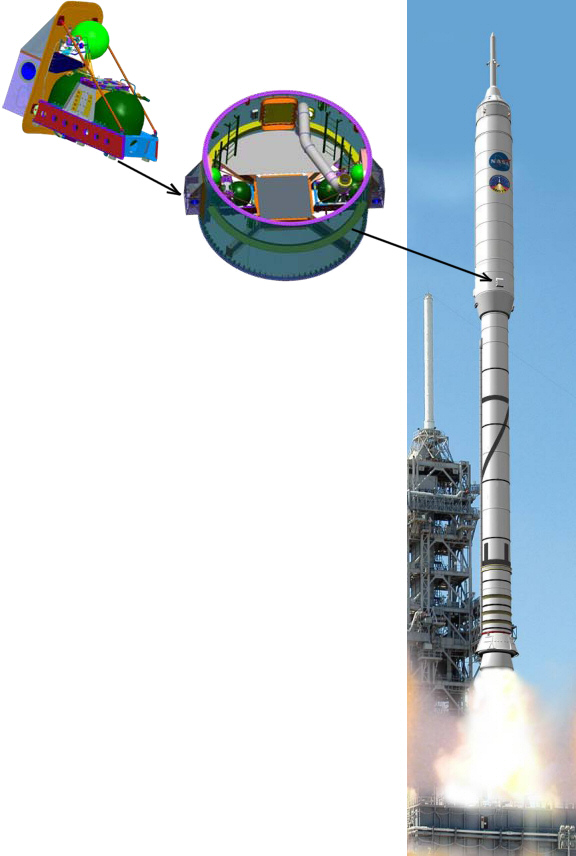
回転制御システム

試験機は、前進の際に軸を中心に回転する傾向があるため、必要である。アレスI-Xの回転制御システムは、もともとピースキーパーに用いられていたエンジンを搭載する2つのモジュールで構成されている。主に次の2つの機能を持つ。
- アレスIの発射時の回転を模倣するために、打上げ後、機体を90°回転させる。
- 上昇中、一定の回転を維持する。

回転制御システムのモジュールは、模擬上段ステージの両外側に取り付けられ、モノメチルヒドラジンと四酸化二窒素の自然発火性の推進剤を用いている。それぞれ2つずつのノズルは、回転トルクを制御するために、機体に沿って回転軸に直角に噴射する。推進剤はケネディ宇宙センターでモジュールに充填され、スペースシャトル組立棟で模擬上段ステージに取り付けられる。
回転制御システムのモジュールは、アラバマ州ハンツビルのテレダインによって設計、製造された。エンジンは2007年と2008年にホワイトサンズ・ミサイル実験場で、アレスI-Xの飛行に必要なパルス状のデューティ比を実現できるかを確認する試験が行われた。

### 居住モジュール、疑似緊急時脱出装置
アレスI-X試験機の頂部は、接続されたオリオン居住モジュールと疑似緊急時脱出装置で、実際のアレスIの構造と空気力学的特徴を模したものであった。実物大の居住モジュールは、直径約5m、高さ2.1mで、緊急時脱出装置は14mの長さだった。
アレスI-Xの飛行データは機体の至る所に取り付けられたセンサによって収集された。居住モジュールと疑似緊急時脱出装置の中にも約150個ものセンサが取り付けられ、熱、空気力学、音響、振動等のデータを収集した。データは無線によって地上に伝送され、また第1ステージの記録装置にも記録された。
居住モジュールと疑似緊急時脱出装置のセンサによって収集された空気力学データは、機体の加速と迎角を測定する基礎となった。ロケットの先端が大気をどのようにスライスするかは、機体全体の周り空気の流れを決定するため、重要である。
上昇段階を終えると、居住モジュールと疑似緊急時脱出装置は模擬上段ステージとともに海に投棄された。
疑似緊急時脱出装置は、バージニア州にあるラングレー研究所の政府開発チームによって設計、製造された。C-5輸送機によってケネディ宇宙センターに輸送され、スペースシャトル組立棟で最後の部品としてロケットに取り付けられた。

### 航空電子機器

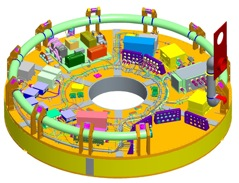
航空電子機器

アレスI-Xの航空電子機器には、アトラス Vの発展型使い捨てロケットから取られたものが用いられた。この機器は、Fault Tolerant Inertial Navigation Unit (FTINU)とRedundant Rate Gyro Units (RRGUs)を備えており、ケーブルで繋がれていた。第1ステージは、主に現存のスペースシャトルシステムのハードウェアを踏襲した機器によって制御され、新しく作られたAscent Thrust Vector Controller (ATVC)がコンピュータから固体ロケットブースターのスラスタのベクトルコントロールシステムへの命令が翻訳された。ATVCは、この飛行のために新しく作られた唯一の機器であり、その他の機器は全て商用オフザシェルフによって採用されたものであった。アレスI-Xは、720個の熱、加速、音響、振動センサーでミッションに必要なデータを収集した。このデータのいくつかはリアルタイムで伝送され、残りは第1ステージの第5セグメントに備えられた装置に記録された。
ミッションコントロールセンター、通信ユニット(GC3)など、航空電子機器の地上設置部分は、第39B発射施設のモバイル・ランチャー・プラットフォームに設置された。GC3は、飛行コントロールシステムを地上のコンピュータを連動させることができた。飛行試験機は自動で飛行し、模擬上段ステージの下部バラストの下に設置されたFTINUによって制御された。
航空電子機器は、ジェイコブズ・エンジニアリングの下請けとしてコロラド州デンバーのロッキード・マーティンによって開発され、マーシャル宇宙飛行センターによって運用された。

### 記念ペイロード
靴箱程度の大きさの3つのパッケージが第1ステージ第5セグメントに設置されて宇宙に運ばれた。
- 公的なものとNASAのウェブに投稿された、ホームビデオで録画された60秒間のDVD3枚
- アレスI-Xのチームメンバーに配布された3,500枚の旗[10]

## 飛行試験

### 2009年10月27日

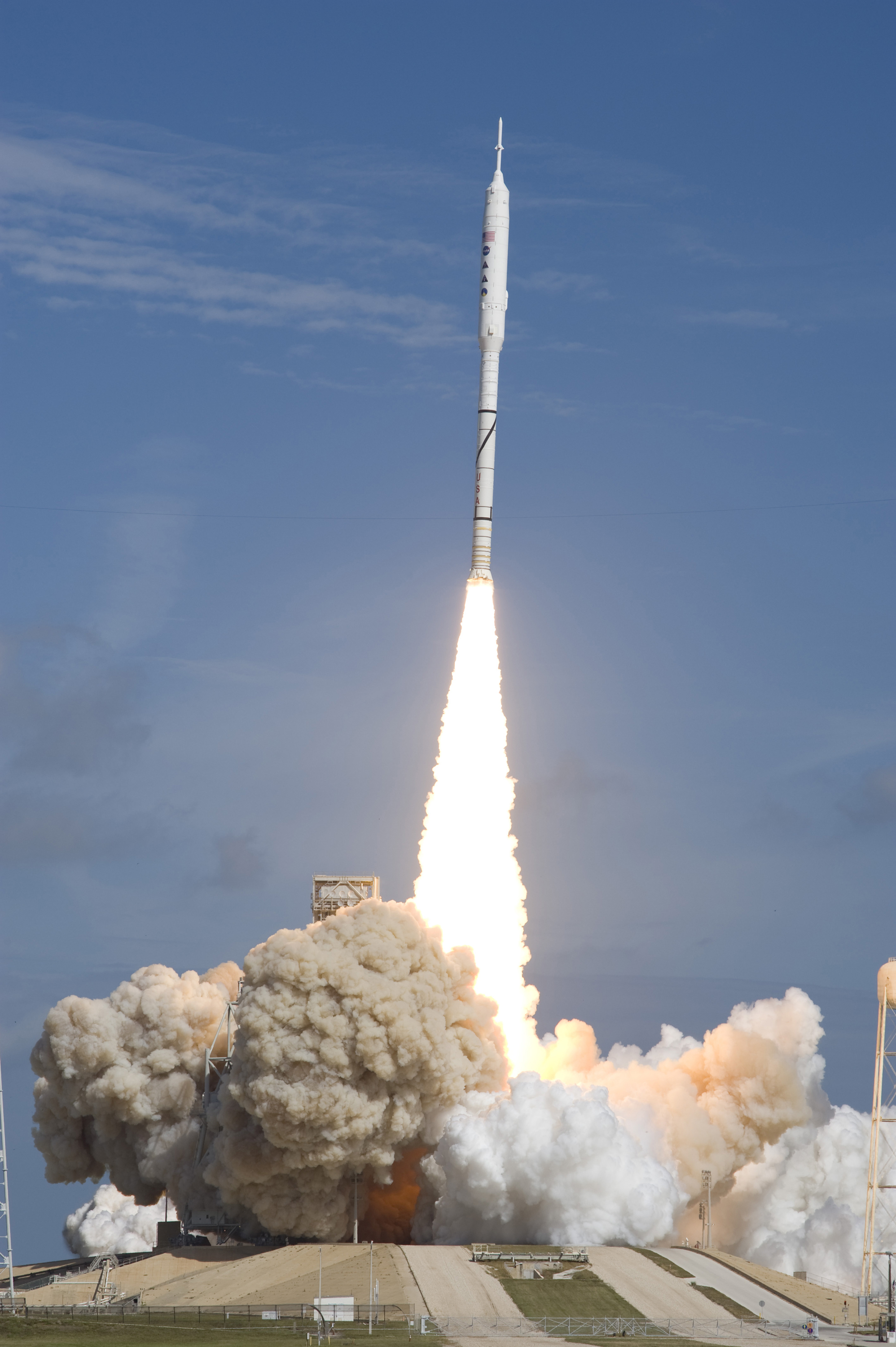
2009年10月28日15時30分UTCのアレスI-Xの打上げ

アレスI-Xは、サターンIの最初の打上げからちょうど48年後の記念日である2009年10月27日に打上げを予定されていたが、大気上層の風を含む気象上の条件、及び打上げ数分前に先端のピトー管からカバーを除去することができなかったこと等から打上げを延期された。打上げの際に巻雲を通過すると摩擦帯電を起こし、自爆指令が届かなくなる懸念があったことから、打上げ責任者のエド・マンゴが4分前から何度もカウントダウンをやり直した末に、延期を決断した。4時間という時間枠の関係と大気上層の雲が晴れなかったことから、15時20分UTCに打上げの延期が決まり、翌28日12時UTCから4時間の時間枠の間に再度行われることとなった。

### 2009年10月28日
アレスI-Xは、2009年10月28日15時30分UTCにケネディ宇宙センター第39発射施設Bから打ち上げられ、短時間の試験飛行も成功裏に終わった。機体の第1ステージは、カウントダウン0秒で点火され、模擬上段ステージから切り離されて、打上げ場から約240kmの大西洋にパラシュートで落下した。ロケットの最高高度はすぐには測定できなかったが、45kmと推定されている。
この打上げによって、予定されていた全ての試験が完了し、ケネディ宇宙飛行センターからの打上げについての多くの教訓が得られた。

#### スラスタの振動
打上げ前から、NASAの科学者やアレス計画を批判する者から、スラスタの振動が宇宙飛行士の安全を脅かすほど激しくなるとの懸念が出されていた。NASAは、アレスIの固体ロケットブースタが上昇中の最初の数分間に大きな振動を起こしうることを認めた。NASAは、この問題は深刻なものであるとし、5段階の危険尺度の4段階目にあたることを認めた。NASA職員は、2007年秋にはこの問題について認識しており、記者発表で2008年3月までには解決を期待していると述べている。NASAによると、データの分析により、スラスタの振動は、スペースシャトルの飛行の通常の範囲であることを示している。

#### パッドの損傷
アレスI-Xの打上げの約2時間後に第39B発射施設に入った職員は、スペースシャトルの旧式の酸化装置から漏れ出た四酸化二窒素が小さな雲になっているのを目撃したと報告した。また翌29日8時40分には、ヒドラジンが漏れているのが発見された。両漏出は、けが人等がなく修理された。
打上げ直後に行われたパッド回避操作によって、打上げパッドは、通常のスペースシャトルの打上げに比べて、ロケットからかなり多くの排気を受けた。受けた損傷は、両エレベータが運行不能になり、打上げパッドとコントロールセンターの間の全ての通信線が破断し、屋外に置かれた全てのメガホンが溶けるなど「相当な」ものと報告された。機体の側の面は非常な高温に晒され、蝶番等は焦げているようであった。

#### パラシュートの故障
当初の記者発表では、第1ステージのパラシュートが故障したとされたが、当時、NASAは未だパラシュートが予定どおり作動したか否かについては公式にコメントしていなかった。発表によると、パイロット用と減速用のパラシュートは通常に機能したとされる。メインの3つのパラシュートのうち2つは、通常に展開されて部分的に膨らんだが、残りの1つは流され、開かなかったと発表された。流されたパラシュートが2つのうち1つの傘が開くのを部分的に妨害したと信じられている。
NASAによると、部分的なパラシュートの展開の失敗は
、アレスIの開発の元となったスペースシャトルの固体ロケットブースターでは珍しくなかった。スペースシャトルの固体ロケットブースターではこれまで11回のパラシュートの失敗があり、直近ではSTS-128でも起こった。

#### 第1ステージの損傷

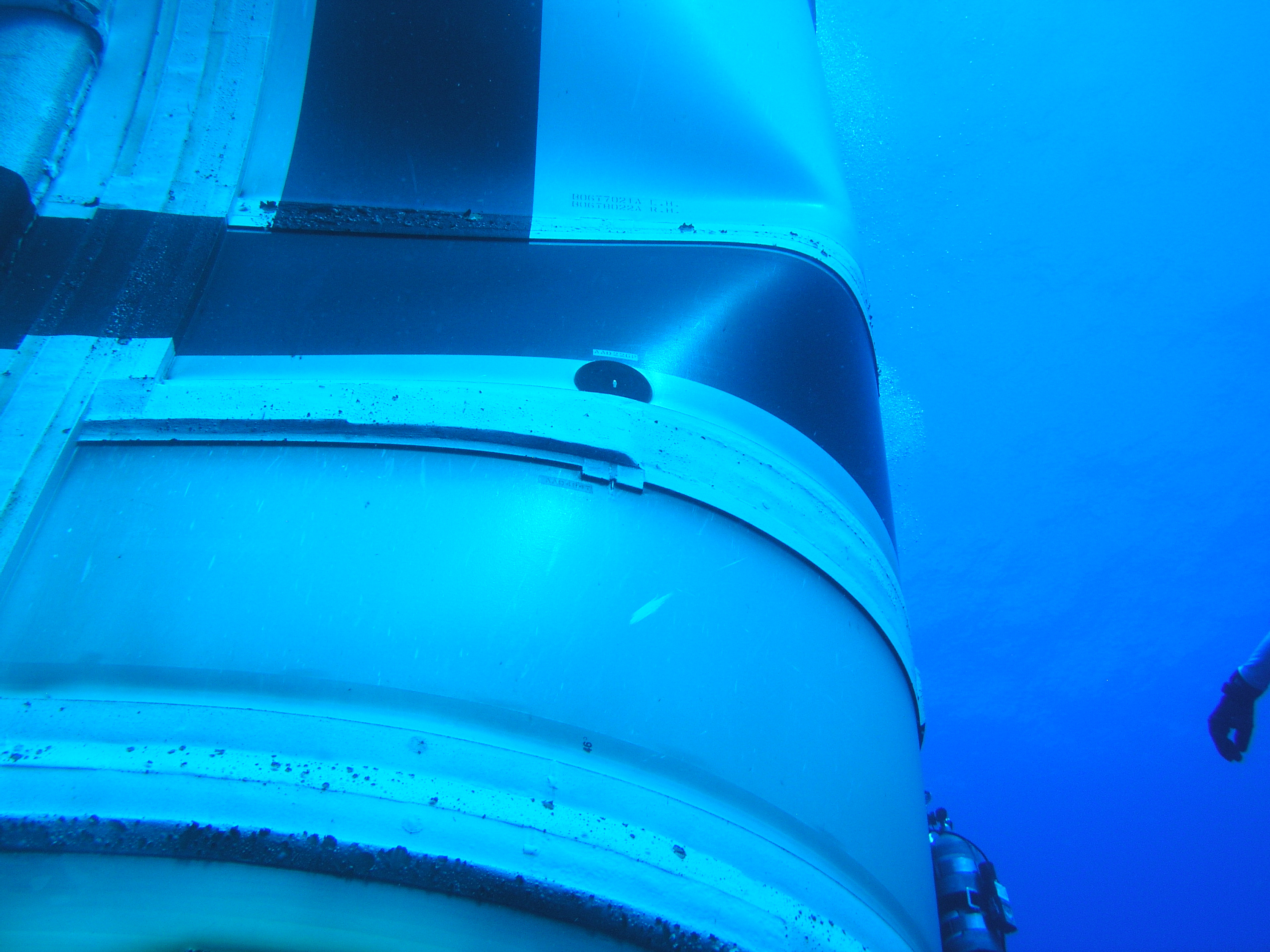
第1ステージ下部の大きな損傷

スペースシャトルの固体ロケットブースターでもそうだったように、アレスI-Xの第1ステージは直立のまま打ち上げられたが、修理のためのダイバーは、下部の一部が歪んでいたと記している。また、報告書は、作動装置のケースやブラケットに明らかな亀裂があったと記している。NASAのメモによると、NASAの技術者は、3つのパラシュートのうち1つが開かなかったため、予定よりも速い速度で第1ステージが着陸した時に、機体の下部が曲がったと考えている。ブラケットになぜ亀裂が入ったかは明らかではなく、NASAはこの損傷については何もコメントしていない。

#### 模擬上段ステージの水平旋回
模擬上段ステージはもともと回収することは想定しておらず、大西洋に落下した。模擬上段ステージは、切り離し直後に反時計回りに水平旋回し始めた。当初は、模擬上段ステージが第1ステージとぶつかったことが心配されたが、分析の結果、接触はなく、旋回は飛行前のシミュレーションで起こりうる可能性のある挙動の1つとして予測されていたことが分かった。
模擬上段ステージはアレスIの上段ステージの特徴を正確に模倣したものではなく、上段ステージの独立した振舞いを試験することを意図していなかった。上段ステージには電源がなく、また実際の上段ステージよりも低い高度で切り離されたことが回転の原因になったと考えられている。

## 出典

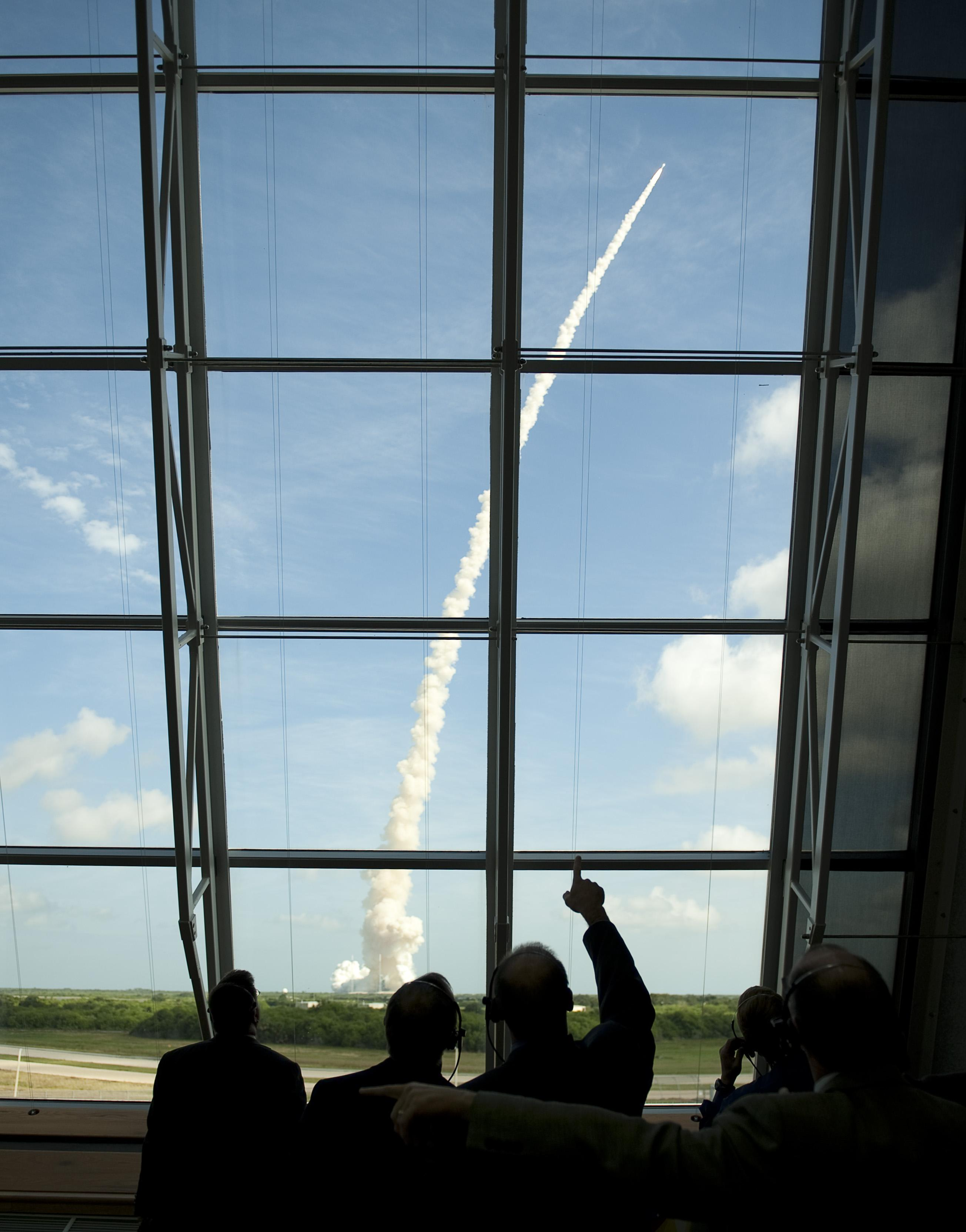
打上げを見守るミッションマネージャー